# Конрад Баварський
Конрад Баварський (нім. Konrad von Bayern), повне ім'я Конрад Луїтпольд Франц Йозеф Марія Баварський (нім. Konrad Luitpold Franz Joseph Maria), ( 22 листопада 1883 — 6 вересня 1969) — баварський принц з династії Віттельсбахів, син фельдмаршала Леопольда Баварського та австрійської ерцгерцогині Ґізели, онук імператора Франца Йозефа I.

## Біографія
Конрад народився 22 листопада 1883 року у Мюнхені. Він був четвертою дитиною та другим сином баварського принца Леопольда та його дружини Ґізели Австрійської. Мав старшого брата Георга та сестер Єлизавету й Августу.
12 грудня 1917 був призначений командиром 2-го королівського баварського загону важких кавалеристів Франца Фердинанда. Брав участь у Першій світовій війні, переважно на Східному фронті. У березні—квітні 1918 полк перебував у Одесі та Миколаєві, в середині квітня — перейшов у наступ на Крим. 15—20 листопада баварці захищали потяги біля Сум. В середині грудня — стояли північніше Луганська, на східному кордоні України. 13—14 січня 1919 вояки на потягах з Конотопу вирушили на батьківщину. За два з половиною тижні вони прибули до Нофарну, а 2 лютого — розмістилися в Ландсгуті. 6 лютого полк був розпущений, а Конрад подав у відставку. На цей час він вже перебував у чині майора.
У віці 37 років пошлюбив 24-річну італійську принцесу Бону Маргариту Савойську, доньку герцога Генуї Томмазо Савойського. Весілля відбулося 8 січня 1921 в палаці Альє в П'ємонті наподалік від Турина. У подружжя народилося двоє дітей:
Під час Другої світової Бона Маргарита працювала медсестрою. Після цього їй заборонили в'їзд до Німеччини, і побачитися пара змогла лише у 1947. Сам Конрад в кінці війни був заарештований у  Гіндерштайні французькими військовими. Його доправили до готелю «Баварський двір» у Ліндау, де він перебував разом із кронпринцем Вільгельмом та іншими бранцями. По закінченні війських дій їх було відпущено.
Згодом Конрад працював у раді автовиробника NSU Motorenwerke. Помер у віці 85 років у Гінтерштайні в Баварії. Був похований у королівському склепі кірхи Святого Михайла у Мюнхені. Бона Маргарита пережила чоловіка на два роки, її поховали там же.
1977 подружжя перепоховали на новому цвинтарі родини Віттельсбахів у Андекському монастирі.

## Родина
Дружина — Бона Маргарита Савойська, донька герцога Генуї Томмазо Савойського
Діти:
- Амалія Ізабелла (1921—1985) — дружина графа Умберто Полетті-Ґалімберті, мала одного сина;
- Євгеній Леопольд (1925—1997) — одружений з графинею Єленою Кевенюллер-Меч, дітей не мав.

## Нагороди[4]

### Баварське королівство
- Орден Святого Губерта[5]
- Орден Святого Георгія (Баварія), почесний великий пріор (1905)[6][5]
- Медаль принца-регента Луїтпольда (2 березня 1905)[5][7]
- Орден «За військові заслуги» (Баварія)
  - 4-го класу з короною і мечами (31 жовтня 1914)[5][7]
  - 3-го класу з мечами (11 червня 1918)[7]
- Почесний офіцер королівського баварського 1-го важкого кінного полку «Принц Карл Баварський»[8]

### Прусське королівство
- Орден Чорного орла[5]
- Орден Червоного орла, великий хрест
- Залізний хрест
  - 2-го класу (27 жовтня 1914)[5][7]
  - 1-го класу (17 липня 1915)[7]
- Хрест Оливкової гори[5]
- Князіський орден дому Гогенцоллернів, почесний хрест 1-го класу з мечами (20 лютого 1918)[9]

### Брауншвейзьке герцогство
- Орден Генріха Лева, великий хрест[5]
- Хрест «За військові заслуги» (Брауншвейг) 2-го класу (7 березня 1915)[7]

### Іспанія[5]
- Орден Карлоса III, великий хрест (9 лютого 1906)[7]
- Лицар ордена Монтеси

### Австро-Угорщина[10]
- Орден Золотого руна (1907)[5]
- Королівський угорський орден Святого Стефана, великий хрест (1912)[5]
- Хрест «За військові заслуги» (Австро-Угорщина) 3-го класу з військовою відзнакою (15 червня 1915)[5][7]
- Орден Залізної Корони 3-го класу з військовою відзнакою (6 червня 1916)

### Османська імперія[5]
- Орден «Османіє» 1-го класу
- Орден Меджида 1-го класу
- Золота медаль «Ліякат» з шаблями (13 січня 1916)
- Галліполійська зірка (13 січня 1916)

### Велике герцогство Баден
- Орден Вірності (Баден)[5]
- Орден Бертольда I

### Інші країни або династії
- Королівський Вікторіанський орден, почесний великий хрест (Британська імперія; 21 серпня 1908)[11][5]
- Орден Альберта Ведмедя, великий хрест (Герцогство Ангальт)[5]
- Орден Золотого Лева Нассау
- Верховний орден Христа, великий хрест (Португальське королівство)[5]
- Орден Білого слона, великий хрест (Сіам)[5]
- Орден Вюртемберзької корони, великий хрест[5]
- Єрусалимський Орден Святого Гробу Господнього, великий хрест[5]
- Орден Альберта (Саксонія), лицарський хрест 1-го класу з мечами (11 лютого 1916)[5][7]
- Орден дому Саксен-Ернестіне, командорський хрест 2-го класу з мечами (25 жовтня 1918)[12]
- Почесний хрест ветерана війни з мечами (Третій Рейх)